# Tha Rapper Haiti
James Prospere (Puerto Príncipe, 5 de noviembre de 1996), conocido como Tha Rapper Haiti, es un rapero, cantautor y productor musical haitiano, radicado en Estados Unidos. Sus canciones a menudo abordan temas profundos que resaltan los desafíos sociales, económicos y culturales que enfrenta su país natal, Haití.

## Biografía

#### Juventud y educación
James Prospere nació el 5 de noviembre de 1996 en Puerto Príncipe, Haití. Sus padres son de origen haitiano. Prospere creció escuchando música Kompa, R&B y Hip-hop. Su amor por la música proviene de su familia, quien le inculcó valores musicales desde pequeño. Se mudó a los Estados Unidos en 2013. Asistió a Wilson Community College, donde obtuvo un título en informática y análisis de sistemas.

### Carrera musical
La carrera musical del rapero haitiano comenzó entre 2014 y 2015 con el lanzamiento de su primer mixtape "Pale vit Pale Cho". Y su aparición en el escenario de un gran concierto llamado Festi-Kreyòl en Nueva York, donde tuvo la oportunidad de representar la cultura haitiana a través de su arte, marcó su debut en el mercado internacional. El rapero se convirtió en productor musical a los 18 años y comenzó a trabajar con otros músicos en Haití en esa época. Ha escrito no menos de 15 canciones y lanzado varios sencillos, incluidos "Vibe la", "I Do What I Want" y el tema colaborativo "Twerk" con DNS Soldier. El estilo del rapero haitiano es una mezcla de varios efectos, dando como resultado una música que va desde pistas introspectivas hasta pistas de baile animadas. Sus canciones a menudo abordan temas sociales como la brutalidad policial, cuestiones sociopolíticas y la inestabilidad política en Haití.

### Compromiso
Además de su carrera musical, Tha Rapper Haiti sigue comprometido con la comunidad haitiana. A través de su música y sus acciones, quiere inspirar a los jóvenes a creer en sus sueños sin dejar de sentirse orgullosos de sus orígenes. Utiliza su música para transmitir mensajes de resiliencia, solidaridad y esperanza. Sus letras están inspiradas en sus recuerdos de Haití y los desafíos que enfrentó como inmigrante en los Estados Unidos. Ella busca crear un puente entre su cultura original y su vida en un nuevo país, mientras celebra la riqueza de la herencia haitiana.

## Discografía
- 2021 : Twerk ft DNS Soldier[12]
- 2021 : Pale vit pale Cho ft Dns soldier
- 2021 : I do what I want
- 2021 : I see it all
- 2021 : Vibe la
- 2021 : Ou blesem
- 2021 : Merci manman
- 2021 : One life to life
- 2021 : Bill
- 2021 : Vle avew
- 2021 : Game kap fet
- 2021 : No me importa nada cover French Montana
- 2021 : Valide
- 2022 : No Chill
- 2022 : Thinking about you
- 2024 :  Hope
- 2024 :  Mixtape It’s not a Dream Shit gets Real